# 冒頓単于
冒頓 単于（ぼくとつ ぜんう、拼音: Mòdú Chányú; 注音: ㄇㄛˋ ㄉㄨˊ ㄔㄢˊ ㄩˊ、生年不詳  - 紀元前174年）は、秦末～前漢前期にかけての匈奴の単于（在位：紀元前209年 - 紀元前174年）。
「冒頓」とは名前であるとする説のほかに、テュルク語やモンゴル語の「勇者」を意味する「バガトル」の漢字音写、との説がある。

## 略歴

### 出生
匈奴は中華諸国などに進出しては土地を略奪する北方騎馬民族であり、中華諸国にとっては対応がわからず、長年の悩みの種であった。各国は馬が越えられない壁（長城）を築き、中華を統一した秦の始皇帝はそれをつなげて長大な万里の長城を築いた。これにより匈奴は中華諸国への侵入が難しくなり、更に始皇帝は蒙恬に命じて匈奴討伐の軍を出したため、その勢力は大幅に後退。同じく北方騎馬民族だが違う部族である西の月氏、東の東胡に圧迫されるようになっていた。
冒頓は頭曼単于の子として生まれた。当初は、父の後継者に立てられていた。しかし父の後妻が男子を産み、頭曼の関心がこの異母弟に向けられると、冒頓は邪魔者扱いされ、緊張関係にある隣接勢力の月氏の元に和平のための人質として送られる。間もなく、頭曼は月氏が無礼であるとの理由で、戦争を仕掛ける。嫡子を差し出したことの油断を突くことと、冒頓が月氏の手で殺害されるのを見越してである。しかし、この危機を悟った冒頓は、間一髪のところで月氏の駿馬を盗み脱出に成功し、父のもとに逃亡する。

### 即位
冒頓は頭曼単于の元に戻る。頭曼は見込みがあると考え、私兵を与えたが、冒頓はいずれ殺されると思い、いわゆる謀反を起こそうと考えた。
謀反に当たり、事前に冒頓は私兵を秘密裏に養成していた。私兵を率いて「我(われ)が鏑矢を放ったらすぐさま同じ方向に矢を放て」と命令する。まず野獣を射た。矢を放たないものは斬り殺した。次いで自らの愛馬に向かって射た。同じく放たないものは斬り殺した。更に自分の愛妾を射ち、同じく放たないものは斬り殺した。そして父の愛馬を射るときには全ての部下が矢を放った。こうして忠実な部下を得たのである。
そして狩猟に出かけた際、冒頓は頃合いを見て頭曼を鏑矢で射抜き、配下の私兵も大量の矢を浴びせて頭曼を射殺した。そして継母、異母弟及びその側近を抹殺した上で冒頓は紀元前209年、単于に即位した。

### 治世

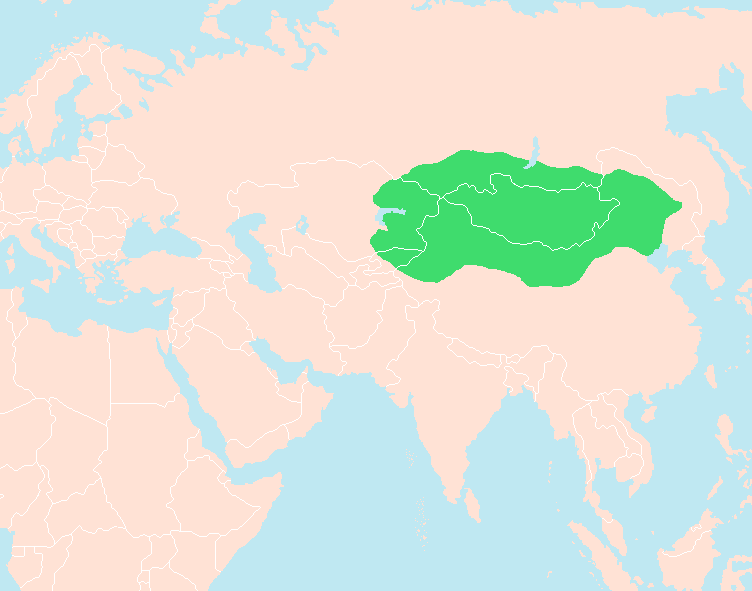
匈奴支配下の地域

即位直後、東胡から使者がやってきて「頭曼様がお持ちだった千里を駆ける馬を頂きたい」と言った。冒頓が、謀反を起こし即位直後の若輩のため、甘く見てのことだった。冒頓は部下を集めて意見を聞いた。部下達は「我が駿馬は遊牧民の宝です。与えるべきではありません」と言ったが、冒頓は「馬は何頭もいる。隣国なのに、一頭の馬を惜しむべきではない」といい、東胡へ一頭の駿馬を贈った。
これに更に冒頓を甘く見た東胡は、二度目の使者を送り「両国の関係ため、冒頓様の后の中から一人を頂きたい」と言った。部下達は「東胡はふざけすぎています。攻め込みましょう」と言ったのだが、冒頓は「后は何人もいる。隣国なのに、一人の后を惜しむべきではない」と言い、東胡へ一人の后を贈った。
東胡と匈奴の間には千余里ほど、人の住んでいない土地があり、欧脱地と呼んでいた。東胡王は匈奴に使者を送って「匈奴が入らないように、欧脱地を占有したい」と要求してきた。先の件では一致して反対した部下達も、遊牧民故に土地への執着が薄いこともあり二分された。その一方が「千余里の荒地など我々匈奴にとって何の価値も有りません。与えても良いでしょう」と言った途端、冒頓は怒り「我々の全ての土地は国の根幹である！今、東胡に与えても良いと言った者は斬り捨てろ！」と言い、すぐさま馬に跨り「全匈奴民に告ぐ！我に遅れたものは斬る！」と東胡へ攻め入った。一方の東胡は先の件もあって完全に油断しており、その侵攻を全く防げなかった。匈奴軍は物を奪い、人は奴隷とし、東胡王を殺した末に、東胡を滅亡させた。
冒頓は続けて他の部族に対しても積極的な攻勢を行い、月氏を西方に逃亡させるなど勢力範囲を大きく広げ、広大な匈奴国家を打ち立てた。丁度中原は秦帝国崩壊から漢楚戦争の頃であり、北方(北狄)を注視していなかったこともモンゴル高原の統一を容易にした。しかしそれは、中原を統一した漢との決戦がいずれ行われることを示していた。
紀元前200年、40万の軍勢を率いて代を攻め、その首都・馬邑で代王・韓王信を寝返らせた。前漢皇帝・劉邦（高祖）が歩兵32万を含む親征軍を率いて討伐に赴いたが、冒頓単于は弱兵を前方に置いて、負けたふりをして後退を繰り返したので、追撃を急いだ劉邦軍の戦線が伸び、劉邦は少数の兵とともに白登山で冒頓単于に包囲された。この時、劉邦は7日間食べ物が無く窮地に陥ったが、陳平の策略により冒頓単于の夫人に賄賂を贈り、脱出に成功した（白登山の戦い）。
その後、冒頓単于は自らに有利な条件で前漢と講和した。これにより、匈奴は前漢から毎年贈られる財物により、経済上の安定を得ることとなり、さらには韓王信や盧綰等の漢からの亡命者をその配下に加えることで勢力を拡大させ、北方の草原地帯に一大遊牧国家を築き上げることとなった。この遊牧国家には、成立したての前漢王朝は対抗する力を持たず、劉邦が亡くなった後に「そなたの国の劉邦が死んだそうだが、私でよければ慰めてやろう」と冒頓から侮辱的な親書を送られ、一時は開戦も辞さぬ勢いであった呂雉も、中郎将の季布の諌めにより「有り難いが、自分は老人なので」と、婉曲に断る内容の手紙と財物を贈らざるを得なかった。この件では冒頓単于も呂雉に対して非礼を詫びる手紙と、返礼として馬を贈っている。
その後、冒頓単于は月氏を攻め、西方へ追い立てる事に成功する。前174年に在位35年にして死去した。

### 没後
その後も東アジア最大の国として君臨していたが、前漢王朝が安定し国が富むに至り、景帝の跡を継いだ前漢7代武帝は、冒頓がもたらした、匈奴による前漢への屈辱的状況を打破するため大規模な対匈奴戦争を開始する。しばらく一進一退が続いたものの、前漢の衛青と霍去病が匈奴に大勝し、結局、匈奴はより奥地へと追い払われ、約60年続いた隆盛も終わりを告げた。
ただそれまで部族単位での略奪と牧畜が産業だった遊牧民に、国家という概念と帝国型の社会システムを根付かせたことは大きく、後のモンゴル帝国(元)へとつながることになる。

## 子女

### 子
- 稽粥